# 薅羊毛
薅羊毛，又称“薅社会主义羊毛”，出自赵本山、宋丹丹和崔永元的春晚喜剧小品《昨天 今天 明天》。 这句话是宋丹丹饰演的白云阿姨说的，意思是利用集体的小利来满足自己的私欲。
在小品中，白云阿姨回忆起那段艰难的岁月，借给生产队放羊的机会，薅下一只羊的毛为黑土叔叔织了一件毛衣。她的行为被嘲笑为“挖社会主义墙角，薅社会主义羊毛”。这部作品使“薅社会主义羊毛”在1999年成为流行语。
后来，这句话成为网络迷因并衍生出“在网络消费中极力寻找优惠的方法”的意思。并进一步演变出“主动利用技术手段抢占电商等平台发放的、原不属于自身的优惠等利益”的涵义，实施操作的人被称为“羊毛党”。但这种行为可能违反法律。